# Краснохолмский муниципальный округ
Краснохо́лмский муниципа́льный о́круг — административно-территориальная единица и одноимённое муниципальное образование (муниципальный округ) на западе Тверской области России.
Административный центр — город Красный Холм.

## География
Площадь 1496 км². Округ граничит с Весьегонским, Молоковским, Бежецким и Сонковским районами Тверской области и Ярославской областью (Некоузский и Брейтовский районы).
Основные реки — Могоча с её притоками Неледина, Решетиха и Лойка.
Краснохолмский округ расположен в зоне хвойно-широколиственных лесов с преобладанием мягких лиственных пород (берёза, осина, черёмуха, реже — липа, клён). Из минерального сырья в районе имеются кирпичные суглинки.

## История
Первое упоминание о селе Спас на Холму относится к 1518 году, с 1776 года — город Красный Холм, который стал центром Краснохолмского уезда Тверского наместничесва. В 1796 году Краснохолмский уезд упразднен, восстановлен в 1918 году, снова упразднён в 1924 году.
Район образован 12 июля 1929 года в составе Бежецкого округа Московской области на части территории бывших Бежецкого и Весьегонского уездов Тверской губернии.
В состав района первоначально вошли сельсоветы: Бекренский, Больше-Погорельский, Больше-Рогозинский, Бортницкий, Брацковский, Васильковский, Воробьихинсий, Глебенский, Глунцовский, Гнездовский, Горский, Дымцевский, Захаринский, Иванинский, Ивано-Горский, Кесовский, Козловский, Коробовский, Краснохолмский, Крюковский, Лихачёвский, Лоховский, Мартыновский, Медведиченовский, Михалевский, Могочевский, Морозовский, Носовский, Перьховский, Плишкинский, Полянский, Поповский, Прудский, Путиловский, Рачевский, Рыжковский, Селезнёвский, Скоросовский, Старогвоздинский, Трещевицкий, Тучевский, Ульянинский, Утеховский, Хабоцкий, Холмцевский.
23 июля 1930 года в связи с ликвидацией округов Краснохолмский район был переподчинён непосредственно облисполкому.
30 июня 1931 года Васильковский, Ивано-Горский, Перховский и Селезнёвский сельсоветы получили статус карельских национальных.
29 января 1935 года Краснохолмский район вошёл в состав Калининской области. С 1935 по 1956 год часть сельсоветов района были переданы в состав вновь образованного Овинищенского района.
В мае 2020 года Законом Тверской области от 23 апреля 2020 года № 22-ЗО Краснохолмский район и входящие в его состав городское и сельские поселения преобразованы в Краснохолмский муниципальный округ.

## Население
| 1939    | 1959    | 1970    | 1979    | 1989    | 2002    | 2006    | 2009    | 2010    |
| ------- | ------- | ------- | ------- | ------- | ------- | ------- | ------- | ------- |
| 40 149  | ↘33 421 | ↘25 546 | ↘20 734 | ↘18 813 | ↘14 736 | ↘13 500 | ↘12 711 | ↘11 835 |
| 2011    | 2012    | 2013    | 2014    | 2015    | 2016    | 2017    | 2018    | 2019    |
| ↘11 759 | ↘11 425 | ↘11 219 | ↘10 960 | ↘10 749 | ↘10 508 | ↘10 386 | ↘10 172 | ↘9946   |
| 2020    | 2021    |         |         |         |         |         |         |         |
| ↘9734   | ↘8946   |         |         |         |         |         |         |         |

### Урбанизация
В городских условиях (Красный Холм) проживают 55,87 % населения муниципального округа.

### Национальный состав
По итогам переписи населения 2020 года проживали следующие национальности (национальности менее 0,1 % и другое, см. в сноске к строке «Другие»):
| Национальность | Численность, чел. | Доля     |
| -------------- | ----------------- | -------- |
| Русские        | 7495              | 83,78 %  |
| Чеченцы        | 46                | 0,51 %   |
| Украинцы       | 40                | 0,45 %   |
| Азербайджанцы  | 30                | 0,34 %   |
| Другие         | 1335              | 14,92 %  |
| Итого          | 8946              | 100,00 % |

## Административно-муниципальное устройство до 2020 года

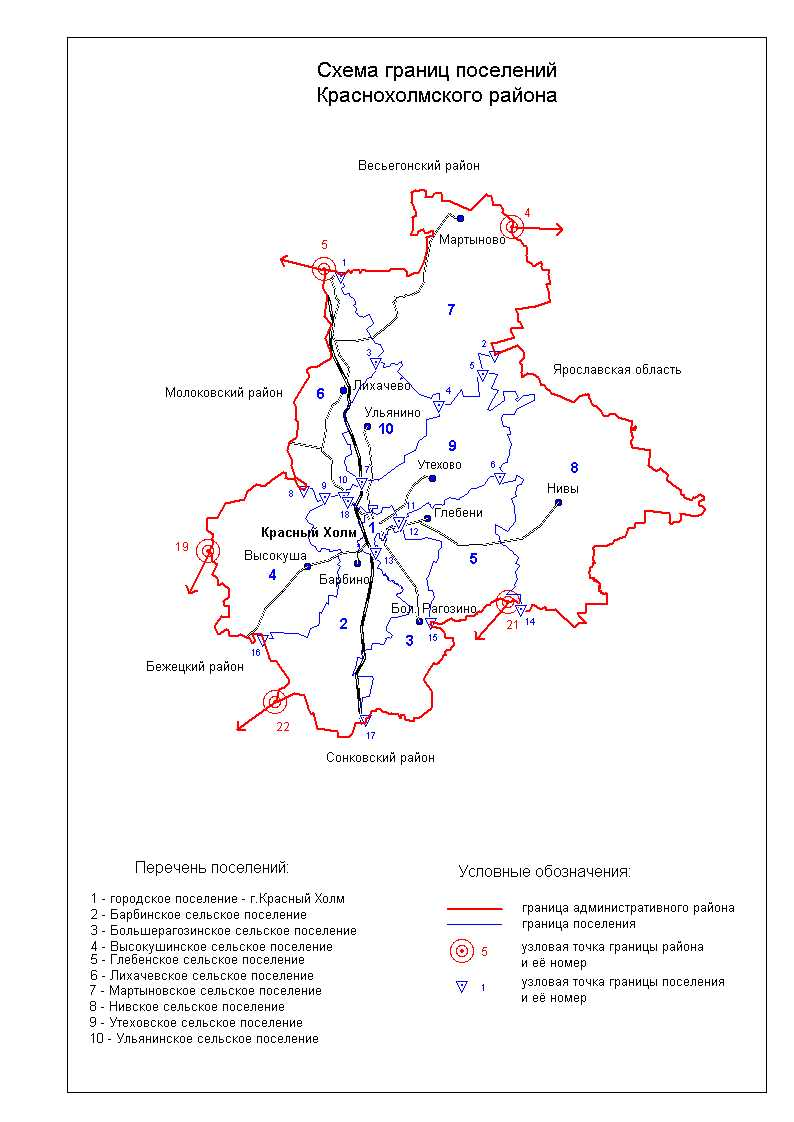
Схема границ муниципальных образований до 2013 года

В январе 2006 года в муниципальном районе сперва было образовано 1 городское поселение и 9 сельских поселений. В апреле 2013 года были упразднены Нивское и Утеховское сельские поселения, включённые в Глебенское сельское поселение; Большерагозинское и Высокушинское сельские поселения, включённые в Барбинское сельское поселение; Мартыновское и Ульянинское сельские поселения, включённые в Лихачёвское сельское поселение.
До 2020 года в состав района входили одно городское поселение и три сельских поселения:
| №        | Муниципальное образование      | Административный центр | Количество населённых пунктов | Население (чел.) | Площадь (км²) |
| -------- | ------------------------------ | ---------------------- | ----------------------------- | ---------------- | ------------- |
| 1e-06    | Городские поселения:           |                        |                               |                  |               |
| 1        | город Красный Холм             | город Красный Холм     | 3                             | ↘5453            | 13,89         |
| 1.000002 | Сельские поселения:            |                        |                               |                  |               |
| 2        | Барбинское сельское поселение  | деревня Барбино        | 71                            | ↘2074            | 457,23        |
| 3        | Глебенское сельское поселение  | деревня Глебени        | 66                            | ↘1023            | 484,11        |
| 4        | Лихачёвское сельское поселение | деревня Лихачёво       | 67                            | ↘1184            | 542,28        |

### Населённые пункты
В состав Краснохолмского муниципального округа входят 207 населённых пунктов.
| №   | Населённый пункт  | Тип     | Население | Муниципальное образование (до 2020 года) |
| --- | ----------------- | ------- | --------- | ---------------------------------------- |
| 1   | Александровка     | деревня | 7         | Глебенское сельское поселение            |
| 2   | Анисимово         | деревня | 47        | Барбинское сельское поселение            |
| 3   | Афанасово         | деревня | 17        | Глебенское сельское поселение            |
| 4   | Бабино            | деревня | 14        | Барбинское сельское поселение            |
| 5   | Барбино           | деревня | ↘271      | Барбинское сельское поселение            |
| 6   | Бекрень           | деревня | ↘144      | Глебенское сельское поселение            |
| 7   | Бельково          | деревня | 12        | Лихачёвское сельское поселение           |
| 8   | Бибирево          | деревня | 13        | Барбинское сельское поселение            |
| 9   | Болонино          | село    | ↘28       | Лихачёвское сельское поселение           |
| 10  | Большая Погорелка | деревня | 32        | Лихачёвское сельское поселение           |
| 11  | Большое Рагозино  | деревня | 103       | Барбинское сельское поселение            |
| 12  | Большой Дорок     | деревня | ↘9        | Барбинское сельское поселение            |
| 13  | Бортница          | деревня | 215       | Барбинское сельское поселение            |
| 14  | Боярское          | деревня | 7         | Барбинское сельское поселение            |
| 15  | Брагино           | деревня | 15        | Глебенское сельское поселение            |
| 16  | Братское          | деревня | ↘96       | Лихачёвское сельское поселение           |
| 17  | Будакино          | деревня | 0         | Глебенское сельское поселение            |
| 18  | Будилово          | деревня | 6         | Лихачёвское сельское поселение           |
| 19  | Буньково          | деревня | 36        | Глебенское сельское поселение            |
| 20  | Быковищи          | деревня | 6         | Лихачёвское сельское поселение           |
| 21  | Валгус            | деревня | 0         | Глебенское сельское поселение            |
| 22  | Василево          | деревня | 0         | Барбинское сельское поселение            |
| 23  | Васильки          | деревня | ↘76       | Лихачёвское сельское поселение           |
| 24  | Васьки            | деревня | 10        | Глебенское сельское поселение            |
| 25  | Васюнино          | деревня | ↘103      | Барбинское сельское поселение            |
| 26  | Ведерница         | деревня | 21        | Барбинское сельское поселение            |
| 27  | Володино          | деревня | ↘11       | Глебенское сельское поселение            |
| 28  | Воробьиха         | деревня | 0         | Глебенское сельское поселение            |
| 29  | Высокуша          | деревня | →143      | Барбинское сельское поселение            |
| 30  | Гаврилово         | деревня | 19        | Глебенское сельское поселение            |
| 31  | Глебени           | деревня | ↘96       | Глебенское сельское поселение            |
| 32  | Глумиха           | деревня | 0         | Барбинское сельское поселение            |
| 33  | Глунцово          | деревня | 167       | город Красный Холм                       |
| 34  | Головково         | деревня | 0         | Глебенское сельское поселение            |
| 35  | Горка             | деревня | ↘12       | Барбинское сельское поселение            |
| 36  | Горчаково         | деревня | 0         | Лихачёвское сельское поселение           |
| 37  | Григорково        | деревня | 1         | Барбинское сельское поселение            |
| 38  | Григорово         | деревня | 9         | Барбинское сельское поселение            |
| 39  | Гришки            | деревня | 1         | Глебенское сельское поселение            |
| 40  | Грудино           | деревня | 71        | Барбинское сельское поселение            |
| 41  | Гущино            | деревня | 21        | Лихачёвское сельское поселение           |
| 42  | Давыдово          | деревня | 0         | Барбинское сельское поселение            |
| 43  | Дашкино           | деревня | 1         | Глебенское сельское поселение            |
| 44  | Дедово            | деревня | 0         | Лихачёвское сельское поселение           |
| 45  | Деревково         | деревня | 12        | Барбинское сельское поселение            |
| 46  | Дмитровка         | деревня | 8         | Лихачёвское сельское поселение           |
| 47  | Дор               | деревня | ↘10       | Барбинское сельское поселение            |
| 48  | Дор               | деревня | 0         | Глебенское сельское поселение            |
| 49  | Дор-Разъезд       | н.п.    | 0         | Барбинское сельское поселение            |
| 50  | Дроздеево         | село    | ↘0        | Лихачёвское сельское поселение           |
| 51  | Дулово            | деревня | 1         | Лихачёвское сельское поселение           |
| 52  | Думино            | деревня | 23        | Глебенское сельское поселение            |
| 53  | Дымцево           | деревня | 17        | Барбинское сельское поселение            |
| 54  | Ескино            | деревня | 6         | Глебенское сельское поселение            |
| 55  | Ждани             | деревня | 1         | Барбинское сельское поселение            |
| 56  | Желобни           | деревня | 82        | Барбинское сельское поселение            |
| 57  | Жигариха          | деревня | 0         | Лихачёвское сельское поселение           |
| 58  | Завидово          | деревня | 1         | Барбинское сельское поселение            |
| 59  | Загайно           | деревня | 0         | Глебенское сельское поселение            |
| 60  | Заполек           | деревня | 0         | Глебенское сельское поселение            |
| 61  | Захариха          | деревня | 8         | Лихачёвское сельское поселение           |
| 62  | Ивакино           | деревня | ↘106      | Глебенское сельское поселение            |
| 63  | Каменка           | деревня | 12        | Барбинское сельское поселение            |
| 64  | Кесово            | деревня | 53        | Барбинское сельское поселение            |
| 65  | Клабуки           | деревня | 1         | Лихачёвское сельское поселение           |
| 66  | Кожанково         | деревня | 1         | Лихачёвское сельское поселение           |
| 67  | Козлово           | деревня | 1         | Глебенское сельское поселение            |
| 68  | Кокорекино        | деревня | 1         | Глебенское сельское поселение            |
| 69  | Кокошкино         | деревня | 1         | Глебенское сельское поселение            |
| 70  | Колпино           | деревня | 1         | Лихачёвское сельское поселение           |
| 71  | Коробово          | деревня | 124       | Барбинское сельское поселение            |
| 72  | Коровкино         | деревня | 44        | Лихачёвское сельское поселение           |
| 73  | Костево           | деревня | 6         | Глебенское сельское поселение            |
| 74  | Костино           | деревня | 36        | Лихачёвское сельское поселение           |
| 75  | Костычево         | деревня | 14        | Барбинское сельское поселение            |
| 76  | Косяково          | деревня | 60        | Барбинское сельское поселение            |
| 77  | Кочерово          | деревня | 5         | Барбинское сельское поселение            |
| 78  | Крапивкино        | деревня | 8         | Лихачёвское сельское поселение           |
| 79  | Красново          | деревня | 24        | Лихачёвское сельское поселение           |
| 80  | Красный Холм      | город   | ↗4998     | город Красный Холм                       |
| 81  | Круглиха          | деревня | 5         | Лихачёвское сельское поселение           |
| 82  | Крюково           | деревня | 28        | Глебенское сельское поселение            |
| 83  | Куднево           | деревня | 11        | Лихачёвское сельское поселение           |
| 84  | Кузьминское       | деревня | 1         | Барбинское сельское поселение            |
| 85  | Курниково         | деревня | 12        | Лихачёвское сельское поселение           |
| 86  | Лаптево           | деревня | ↘46       | Глебенское сельское поселение            |
| 87  | Лапшино           | деревня | 1         | Глебенское сельское поселение            |
| 88  | Ларихово          | деревня | 0         | Глебенское сельское поселение            |
| 89  | Лесной Холм       | деревня | 0         | Лихачёвское сельское поселение           |
| 90  | Лизиково          | деревня | 13        | Лихачёвское сельское поселение           |
| 91  | Литвиновка        | деревня | 12        | Глебенское сельское поселение            |
| 92  | Лихачёво          | деревня | ↘81       | Лихачёвское сельское поселение           |
| 93  | Лобнево           | деревня | 15        | Барбинское сельское поселение            |
| 94  | Лопатиха          | деревня | 15        | Глебенское сельское поселение            |
| 95  | Лохово            | деревня | 54        | Лихачёвское сельское поселение           |
| 96  | Лысково           | деревня | ↘7        | Глебенское сельское поселение            |
| 97  | Маковеево         | деревня | 1         | Барбинское сельское поселение            |
| 98  | Максимцы          | деревня | 9         | Лихачёвское сельское поселение           |
| 99  | Малая Погорелка   | деревня | 0         | Барбинское сельское поселение            |
| 100 | Малое Рагозино    | деревня | ↘32       | Барбинское сельское поселение            |
| 101 | Мартыново         | село    | ↘69       | Лихачёвское сельское поселение           |
| 102 | Машино            | деревня | 57        | Барбинское сельское поселение            |
| 103 | Медведево         | деревня | ↘9        | Барбинское сельское поселение            |
| 104 | Медведчиково      | деревня | 0         | Глебенское сельское поселение            |
| 105 | Михалево          | деревня | 29        | Лихачёвское сельское поселение           |
| 106 | Михалиха          | деревня | 0         | Лихачёвское сельское поселение           |
| 107 | Михеево           | деревня | 1         | Лихачёвское сельское поселение           |
| 108 | Могочи            | деревня | 9         | Барбинское сельское поселение            |
| 109 | Мокравицы         | деревня | 15        | Барбинское сельское поселение            |
| 110 | Мокрени           | деревня | 33        | Барбинское сельское поселение            |
| 111 | Морозово          | деревня | 5         | Барбинское сельское поселение            |
| 112 | Муравьево         | деревня | 20        | Барбинское сельское поселение            |
| 113 | Муравьево         | деревня | 8         | Лихачёвское сельское поселение           |
| 114 | Нави              | деревня | ↘73       | Барбинское сельское поселение            |
| 115 | Назимово          | деревня | 6         | Глебенское сельское поселение            |
| 116 | Наумово           | деревня | 10        | Барбинское сельское поселение            |
| 117 | Нева              | деревня | 0         | Глебенское сельское поселение            |
| 118 | Неледино          | посёлок | 327       | город Красный Холм                       |
| 119 | Нивы              | деревня | 86        | Глебенское сельское поселение            |
| 120 | Никулино          | деревня | 1         | Лихачёвское сельское поселение           |
| 121 | Новинка           | деревня | 0         | Лихачёвское сельское поселение           |
| 122 | Новое Рощино      | деревня | 21        | Глебенское сельское поселение            |
| 123 | Новоселка         | деревня | 0         | Лихачёвское сельское поселение           |
| 124 | Носово            | деревня | 0         | Глебенское сельское поселение            |
| 125 | Овинищи           | деревня | ↘100      | Лихачёвское сельское поселение           |
| 126 | Огибалово         | деревня | 46        | Лихачёвское сельское поселение           |
| 127 | Осиновка          | деревня | 0         | Глебенское сельское поселение            |
| 128 | Осташково         | деревня | 6         | Лихачёвское сельское поселение           |
| 129 | Остолопово        | ж-д.рзд | 1         | Лихачёвское сельское поселение           |
| 130 | Остров            | деревня | 7         | Лихачёвское сельское поселение           |
| 131 | Ошуково           | деревня | 1         | Лихачёвское сельское поселение           |
| 132 | Пальниково        | деревня | 15        | Барбинское сельское поселение            |
| 133 | Пахирево          | деревня | 15        | Глебенское сельское поселение            |
| 134 | Перха             | деревня | 1         | Лихачёвское сельское поселение           |
| 135 | Петелино          | деревня | 1         | Барбинское сельское поселение            |
| 136 | Петрушино         | деревня | 41        | Глебенское сельское поселение            |
| 137 | Петряево          | деревня | 15        | Лихачёвское сельское поселение           |
| 138 | Плишкино          | деревня | 16        | Барбинское сельское поселение            |
| 139 | Покровское        | деревня | 1         | Глебенское сельское поселение            |
| 140 | Полежаиха         | деревня | 10        | Барбинское сельское поселение            |
| 141 | Поляны            | деревня | ↘109      | Глебенское сельское поселение            |
| 142 | Поповка           | деревня | 46        | Глебенское сельское поселение            |
| 143 | Поповка           | деревня | 6         | Лихачёвское сельское поселение           |
| 144 | Поповское         | деревня | 41        | Глебенское сельское поселение            |
| 145 | Поповское         | деревня | 1         | Лихачёвское сельское поселение           |
| 146 | Потешкино         | деревня | 21        | Лихачёвское сельское поселение           |
| 147 | Починок           | деревня | 1         | Барбинское сельское поселение            |
| 148 | Прокино           | деревня | ↘54       | Барбинское сельское поселение            |
| 149 | Прокофьево        | деревня | 0         | Лихачёвское сельское поселение           |
| 150 | Пронино           | деревня | 1         | Глебенское сельское поселение            |
| 151 | Пруды             | деревня | ↘20       | Глебенское сельское поселение            |
| 152 | Путилово          | деревня | ↘18       | Барбинское сельское поселение            |
| 153 | Раменье           | деревня | 43        | Барбинское сельское поселение            |
| 154 | Рачево            | село    | ↗188      | Глебенское сельское поселение            |
| 155 | Ргени             | деревня | 5         | Глебенское сельское поселение            |
| 156 | Ременники         | деревня | ↘72       | Барбинское сельское поселение            |
| 157 | Рудихово          | деревня | 0         | Барбинское сельское поселение            |
| 158 | Русиново          | деревня | 21        | Лихачёвское сельское поселение           |
| 159 | Рыжково           | деревня | 5         | Глебенское сельское поселение            |
| 160 | Рычманово         | деревня | 0         | Глебенское сельское поселение            |
| 161 | Сварухино         | деревня | 26        | Барбинское сельское поселение            |
| 162 | Северный          | посёлок | 1         | Барбинское сельское поселение            |
| 163 | Седнева           | деревня | 1         | Глебенское сельское поселение            |
| 164 | Селилово          | деревня | 21        | Лихачёвское сельское поселение           |
| 165 | Семеновское       | деревня | 10        | Лихачёвское сельское поселение           |
| 166 | Симаново          | деревня | 1         | Лихачёвское сельское поселение           |
| 167 | Скоросово         | деревня | 69        | Барбинское сельское поселение            |
| 168 | Слобода           | деревня | ↘89       | Барбинское сельское поселение            |
| 169 | Слудново          | деревня | 165       | Барбинское сельское поселение            |
| 170 | Старово           | деревня | 19        | Глебенское сельское поселение            |
| 171 | Старое Гвоздино   | деревня | ↘70       | Барбинское сельское поселение            |
| 172 | Стрелка           | деревня | 1         | Лихачёвское сельское поселение           |
| 173 | Струбищи          | деревня | 26        | Лихачёвское сельское поселение           |
| 174 | Стяжки            | деревня | 1         | Глебенское сельское поселение            |
| 175 | Суслово           | деревня | 16        | Лихачёвское сельское поселение           |
| 176 | Сутоки            | деревня | 11        | Лихачёвское сельское поселение           |
| 177 | Терешково         | деревня | 38        | Барбинское сельское поселение            |
| 178 | Токариха          | деревня | 0         | Барбинское сельское поселение            |
| 179 | Толстиково        | деревня | ↘65       | Глебенское сельское поселение            |
| 180 | Трещевец          | деревня | 42        | Барбинское сельское поселение            |
| 181 | Трофимово         | деревня | 20        | Глебенское сельское поселение            |
| 182 | Турково           | деревня | ↘9        | Глебенское сельское поселение            |
| 183 | Тучево            | деревня | 82        | Лихачёвское сельское поселение           |
| 184 | Тушани            | деревня | 0         | Глебенское сельское поселение            |
| 185 | Ульянино          | деревня | ↘164      | Лихачёвское сельское поселение           |
| 186 | Утехово           | деревня | 32        | Глебенское сельское поселение            |
| 187 | Филиппково        | деревня | 6         | Глебенское сельское поселение            |
| 188 | Фоминка           | деревня | 0         | Барбинское сельское поселение            |
| 189 | Фролятино         | деревня | 1         | Барбинское сельское поселение            |
| 190 | Хабоцкое          | село    | ↘288      | Лихачёвское сельское поселение           |
| 191 | Хвалеево          | деревня | 14        | Барбинское сельское поселение            |
| 192 | Хвощино           | деревня | 55        | Глебенское сельское поселение            |
| 193 | Холмцы            | деревня | ↘36       | Барбинское сельское поселение            |
| 194 | Хребтово          | деревня | 27        | Лихачёвское сельское поселение           |
| 195 | Чернава           | деревня | 0         | Лихачёвское сельское поселение           |
| 196 | Черная            | деревня | 27        | Глебенское сельское поселение            |
| 197 | Черницино         | деревня | 31        | Лихачёвское сельское поселение           |
| 198 | Чернуха           | деревня | 0         | Глебенское сельское поселение            |
| 199 | Чурилово          | деревня | 0         | Глебенское сельское поселение            |
| 200 | Шаблыкино         | деревня | ↘1        | Лихачёвское сельское поселение           |
| 201 | Шелгирогово       | деревня | 11        | Лихачёвское сельское поселение           |
| 202 | Эглень            | деревня | 0         | Глебенское сельское поселение            |
| 203 | Юрицево           | деревня | 1         | Лихачёвское сельское поселение           |
| 204 | Юрово             | деревня | ↘130      | Барбинское сельское поселение            |
| 205 | Якимиха           | деревня | 17        | Барбинское сельское поселение            |
| 206 | Ям                | деревня | 1         | Глебенское сельское поселение            |
| 207 | Янкино            | деревня | 1         | Барбинское сельское поселение            |

## Экономика
Сельское хозяйство (на 1992 год в районе было 19 колхозов и 3 совхоза), Краснохолмский электромеханический завод, Краснохолмский маслосырзавод, предприятия по выпуску пищевой продукции, в том числе минеральной столовой воды, пекарня.

## Транспорт

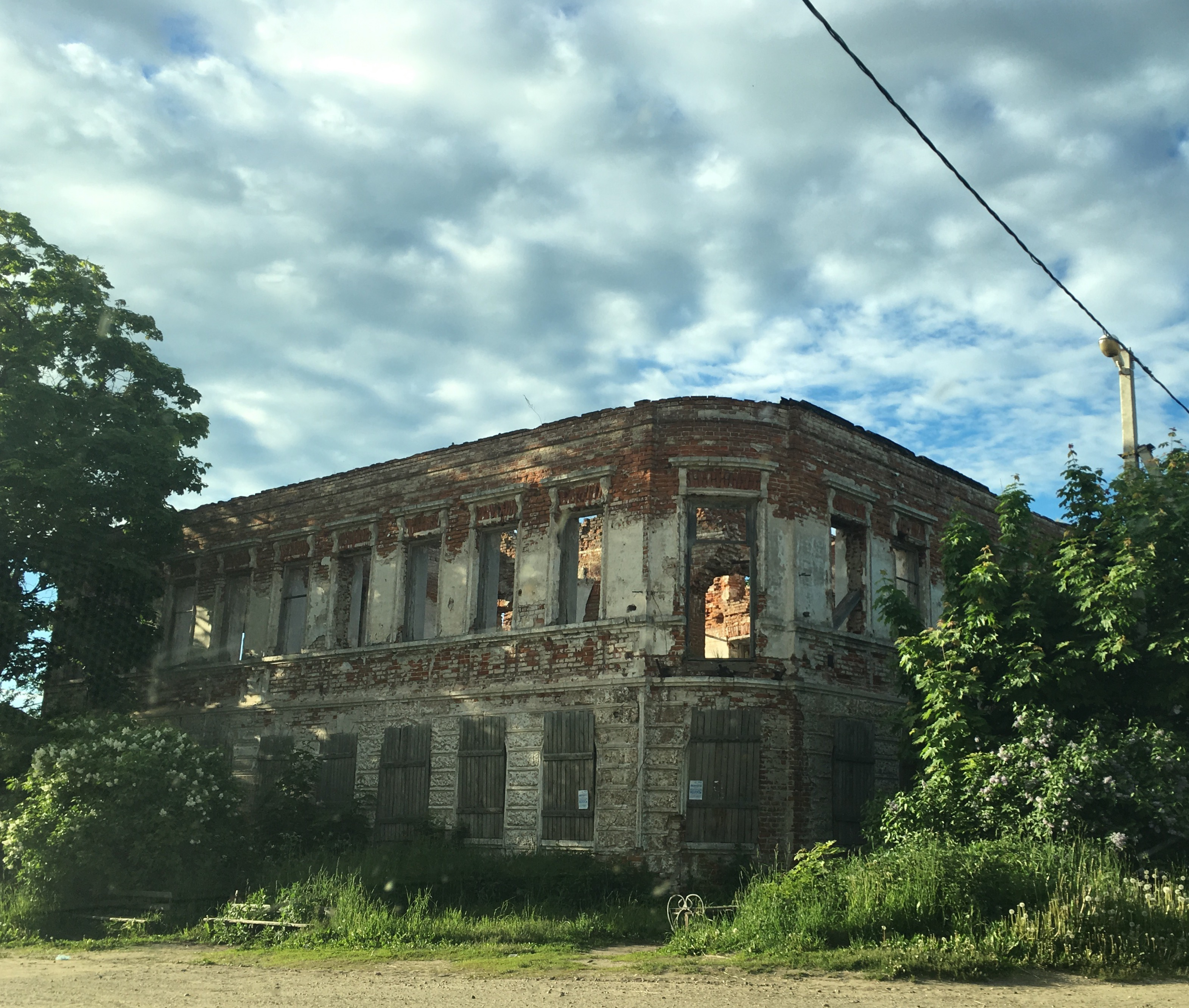
Красный холм

По территории Краснохолмского округа проходит железная дорога «Москва—Санкт-Петербург» (через Савёлово, Сонково, Пестово), развита сеть автомобильных дорог, главная — Р84 «Тверь—Бежецк—Красный Холм—Весьегонск—Устюжна».

## Достопримечательности
Николаевский Антониев монастырь XV—XVIII веков (деревня Слобода), торговые ряды начала XX века (город Красный Холм), колокольня Троицкого собора XIX века (город Красный Холм)

## Известные уроженцы
- Гусев, Александр Никифорович (1895—1952) — советский военачальник, генерал-майор инженерных войск. Родился в деревне Мануково (исключена из учётных данных в 1997 году), ныне Глебенское сельское поселение.